# Salvatore Crippa
Salvatore Crippa (Monza, Llombardia, 2 de noviembre de 1914 - Monza, 30 de noviembre de 1971) fue un ciclista italiano que fue profesional entre 1936 y 1950. En su palmarés destaca una etapa del Giro de Italia de 1938.

## Palmarés
- 1936
  - 1.º en el Piccolo Giro de Lombardía
- 1937
  - 1.º en la Coppa del Re
  - 1.º en la Targa de Oro Città de Legnano
- 1938
  - Vencedor de una etapa al Giro de Italia
- 1944
  - 1.º en la Coppa de Inverno
- 1945
  - 1.º en la Coppa de Inverno
- 1946
  - 1.º en la Coppa de Inverno

### Resultados al Giro de Italia
- 1938. Abandona. Vencedor de una etapa
- 1939. 6.º de la clasificación general
- 1940. 16.º de la clasificación general
- 1946. 4.º de la clasificación general
- 1947. 8.º de la clasificación general